# Камчія
Ка́мчія (болг. Камчия) — село в Бургаській області Болгарії. Входить до складу общини Сунгурларе.

## Населення
За даними перепису населення 2011 року у селі проживали 78 осіб, з них 73 особи (97,3%) — турки.
Розподіл населення за віком у 2011 році:
Динаміка населення: